# Animalia (desenho animado)
Animalia (Animália, no Brasil e em Portugal) é uma série de desenho animado australiana em computação gráfica baseada no livro de mesmo nome criado pelo escritor Graeme Base em 1986, e coproduzida pelos estúdios Animalia Production, Burberry Production, e PorchLight Entertainment.
A série estreou primeiramente no canal Network Ten em 2007, e mais tarde sendo distribuído em mais de 150 países, e conta com uma indicação ao prêmio Emmy. No Brasil, a série estreou TV Brasil em 30 de abril de 2013.
Em Portugal, a série foi exibida pela RTP2, pelo Canal Panda e mais tarde pela SIC K.

## Enredo
Alex é um jovem garoto de 12 anos que estava procurando fazer um trabalho escolar sobre os animais até encontrar um portal na biblioteca junto de sua nova amiga Zoe. Os dois o atravessam e acabam indo parar no mundo de Animália, um lugar povoado por diversos animais com aspectos humanos que vivem juntos em uma civilização. Lá eles recebem a missão de restaurarem a paz do local além de encararem temíveis vilões com seus novos amigos.

## Personagens

### Protagonistas
- Alex - É um garoto curioso e aventureiro com um grande talento com desenhos. Ele acaba indo parar em Animália durante uma visita a biblioteca sendo perseguido por Zoe e encontrar um portal que acaba os levando até lá. Durante toda série ele é o único personagem (além do Rastejante) capaz de enxergar os portais de Animália sendo bastante útil durante as missões. Está sempre com um caderno de desenhos e demonstra se importar muito pelos seus amigos chegando a se arriscar por eles. Os animalianos costumam chamá-lo de "maria-fedida", mesmo sabendo que ele não é uma. Seus melhores amigos são Zoe, G'Bubu e Iggy e ele parece ser bem próximo de Livingstone. (voz de Fábio Lucindo no Brasil)
- Zoe - É uma menina corajosa e um pouco nervosa amiga de Alex. Ela conheceu Alex após ele se esbarrar com ela no caminho da biblioteca o perseguindo até juntos passarem pelo portal para Animália. No começo ela era uma garota arrogante que só se importava com ela mesma só se importando em voltar para casa, embora que com o tempo passe a dar valor a seus amigos os ajudando a salvar o reino. Está sempre com seu celular que ela usa para fazer suas anotações de aventuras. Em um episódio é revelado que ela é capaz de conversar com as plantas telepaticamente. Assim como Alex ela também é chamada de "maria-fedida" pelos animalianos. Seus melhores amigos são Alex, G'Bubu e Iggy além de parecer próxima a Reenie e Allegra. (voz de Tatiane Keplmair no Brasil)
- G'Bubu, o Gorila (Gabubu) - Um gorila verde que mora numa casa da árvore junto de seu melhor amigo Iggy. Ele é um gorila agitado e cheio de energia, apesar de ser um tanto bagunceiro. Está sempre ajudando Alex e Zoe na busca dos esporos por Animália. Ele adora comer bananas além de tocar em seus bongôs, coisa que irrita Tyrannicus e é também o mais forte da turma já tendo uma vez salvado seus amigos de serem devorados por sapos gigantes.  (voz de Guilherme Lopes no Brasil)
- Iggy d'Iguana - Uma iguana com sotaque espanhol amigo de G'Bubu. Ele é excêntrico e se acha melhor que todos, mas mesmo assim é amigo. Ele auxilia seus amigos Alex, Zoe e G'Bubu na busca dos esporos por Animália. Ele tem o poder de ficar invisível, revelado em um episódio que seu avô era um camaleão. Adora tocar trompete e aparenta ser fã dos livros de Miguel de Cervantes, pois frequentemente exclama "Por Cervantes" além de já ter imitado Dom Quixote em um episódio. (voz de Élcio Sodré no Brasil)
- Livingstone Leão - O rei leão de Animália. Ele é o responsável por cuidar do núcleo central do reino que fica guardado na biblioteca e frequentemente manda Alex, Zoe, G'Bubu e Iggy atrás dos esporos. Ele também possui um vasto conhecimento de Animália e muitas vezes costuma revelar as pistas dos esporos. Aparentemente ele é uma contraparte animaliana do bibliotecário no mundo humano. (voz de Alfredo Rollo no Brasil.)
- Reenie Rinoceronte (Rina) - Um rinoceronte-negro fêmea que trabalha como assistente de Livingstone na biblioteca. Ela auxilia Livingstone na manutenção do núcleo além de cuidar dos livros. Com o tempo ela passa a namorar Rombolt. Ela veste uma camisa branca e possui um par de óculos. (voz de Rosa Maria Baroli no Brasil)
- Allegra Alligator - Uma jovem jacaré-norte-americano que mora no pântano de Animália. Ela é egoísta e egocêntrica sempre se achando melhor que todos, apesar de no fundo não ser tão malvada. Está sempre acompanhada de suas amigas Bia e Lia, e tenta ser o centro das atenções de Animália. Nunca estudou preferindo mais ser famosa do que aprender a ler, e é capaz de cantar muito bem embora só tenha conseguido aprender a cantar direito após uma ajuda da Zoe. Mesmo sendo antipática e agressiva ela já chegou a ajudar os protagonistas algumas vezes. Ela veste uma camisa e uma saia bem curta. (voz de Raquel Marinho no Brasil)

### Antagonistas
- Tyrannicus Tigre - Um tigre-de-bengala ambicioso dono de uma agência de seguros e principal antagonista do desenho. Ele vive tentando tomar o lugar de Livingstone para dominar Animália quase sempre se aproveitando dos efeitos dos esporos, embora que não queira destruir o reino diferente do Rastejante. Ele detesta o grupinho de Alex e seus amigos e vive tentando expulsá-los de Animália embora sempre falhe em seus planos maldosos. Está sempre acompanhado de sua assistente Fuchsia e demonstra ser ganancioso fazendo de tudo para conseguir dinheiro. Em alguns episódios ele chega a ajudar o Rastejante chegando até a conseguir dominar o reino mais para o final da série embora desista disso ao descobrir o verdadeiro plano do Rastejante se regenerando e passando a ajudar Alex e seus amigos. Ele veste um colete amarelo embora que ocasionalmente use um terno com a mesma pelagem dele. (voz de Wellington Lima no Brasil)
- Fuchsia (Lulu) - Uma raposa-vermelha com sotaque francês assistente de Tyrannicus. Está sempre acompanhando seu chefe em seus planos apesar de não demonstrar ser malvada. Em um dos episódios ela se demite e passa a trabalhar para o Rastejante agindo como uma agente dupla auxiliando Alex e seus amigos, porém logo depois ela volta a trabalhar para Tyrannicus com um aumento no seu salário. Ela sempre veste um suéter vermelho. (voz de Elisa Villon no Brasil)
- O Rastejante (Cabuloso) - Uma doninha maquiavélica que se torna o vilão principal no final da série. Ele era conhecido por frequentemente trazer discórdia e caos a Animália sendo o único capaz de enxergar portais como Alex até ficar aprisionado em um dos túneis por vários anos. Ele só consegue se libertar após Alex o encontrar explorando os túneis e pedir sua ajuda ocultando o seu nome abreviando para OR (CB). Depois de algum tempo na série ele passa a agir e ser ajudado por Tyrannicus. Ele demonstra uma grande ambição não querendo só dominar Animália como também destruí-la através dos cristais esporos.
- Peter Applebottom (Pedro Pedregoso) - É um gorila cientista que tentou dominar Animália no passado. Ele apareceu pela primeira vez se encarnando no corpo do G'Bubu após ele ser atingido por um coco, embora que a princípio ninguém soubesse suas origens até Livingstone descobrir e alertar Alex e seus amigos de que ele era perigoso. Mais tarde o Rastejante por meio de um vídeo dele descobre suas invenções e tenta usar isso para dominar o reino.

### Secundários
- Melba e Melford - São um casal de ratos apresentadores do jornal da TV Asa. Melba é uma rata branca com manchas rosa claro, enquanto que Melford é um rato branco com cabelo castanho, manchas marrons e sobrancelhas grossas. Melba é a mais esperta sempre apresentando as notícias corretamente diferente de Melford que constantemente se esquece de suas falas e só pensa em comer queijo. (dublados por Lene Bastos e Mauro Castro no Brasil)
- Zi e Zé - São dois irmãos zebras que viajam num dirigível sobre toda Animália relatando as notícias para o jornal da TV Asa. Estão sempre fazendo tudo juntos e quase sempre terminam as falas do outro. Algumas vezes também ajudam Alex e seus amigos na busca dos esporos os transportando em seu zepelim. Ambos vestem um par de óculos de proteção. (vozes de Cláudia Carli e Vagner Fagundes no Brasil)
- Elni e Erno - São um casal de elefantes que trabalham no restaurante local de Animália. São casados e sempre estão juntos tendo uma memória poderosa capaz de lembrarem de muitas coisas. Mais para o final da série Elni revela estar grávida acabando de ter uma filha chamada Eco. (dublados por Isabel de Sá e Ronaldo Vianna no Brasil)
- Harry e Horble - São dois javalis motoqueiros moradores de Animália. Eles possuem motocicletas equipadas com alto-falantes. Não aparentam serem espertos e parecem sempre seguir as ordens de Allegra e Tyrannicus.
- Bia e Lia - São duas jacarés amigas de Allegra que estão sempre a acompanhando em seus planos de se tornar popular em Animália. Ambas vestem camisas curtas assim como Allegra. (vozes de Priscila Concepción e Agatha Paulita no Brasil)
- Rombolt - Um rinoceronte-negro chefe do jornal da TV Asa. Ele é durão e severo e já chegou a ser chefe do Iggy em um episódio. Mais adiante passa a namorar Reenie. Não raciocina muito bem e sempre que tenta fugir de uma conversa corre gritando "atacar".
- Arno e Arnô - São uma dupla de abrutes comediantes. Arno é ventríloquo enquanto que Arnô é o boneco que Arno usa para seus espetáculos. Eles foram úteis ao salvarem Livingstone e Reenie de ficarem petrificados de tristeza sob os efeitos de uma planta fazendo-os rirem. (vozes de Luiz Laffey e Eudes Carvalho no Brasil.)
- Hope e Harmony - São duas javalis namoradas de Herry e Horble. Elas frequentemente aparecem como figurantes na maioria dos episódios sem muita importância. (vozes de Rosely Gonçalves e Nair Silva no Brasil.)
- Eco - É a filha e Elni e Erno nascida mais para o final da série. Estranhamente ela cresce rapidamente a ponto de chegar a falar e andar. Em um dos episódios o Rastejante chega a tentar sequestrá-la, mas é impedido por Iggy.
- Dagmont - Um dragão que mora numa caverna na terra além de Animália. Apareceu pela primeira vez como vilão aprisionando Zi e Zé até Zoe aparecer e pedir para que eles fossem libertados em troca de histórias se tornando amigos desde então. Sua caverna tem uma ligação com o reino dos sonhos.
- Stanely - Ele é o dono da biblioteca da qual Alex e Zoe encontram o portal para Animália. Aparentemente ele é uma contraparte humana do Livingstone possuindo a mesma voz dele.

Além disso existem outros personagens como as borboletas, uma girafa que raramente aparece, os tucanos, entre outros moradores com aparições em únicos episódios.

## Mundo de Animália
A série é ambientada num reino paralelo homônimo a série chamado Animália. O reino é povoado por várias espécies de animais antropomórficos dos quais são chamados de animalianos. Os animalianos em sua maioria são aparentados com os seres humanos chegando a andarem por meio de duas patas, falarem e morarem em casas com acesso a diversos aparelhos tecnológicos. O reino possui uma enorme vegetação, embora que também exista civilização e tecnologia por lá. Ele é acessível através de vários portais sendo que alguns deles são encontrados na Terra. O reino também é interligado a um núcleo situado na biblioteca da cidade que é cuidado por Livingstone e frequentemente alerta quando um esporo é lançado podendo distorcer a realidade da dimensão.